# Пачиков, Сергей Михайлович
Сергей Михайлович Пачиков (1888, Бакинская губерния или Елизаветпольская губерния — неизвестно) — советский колхозник. Герой Социалистического Труда (1949).

## Биография
Сергей Пачиков родился в 1888 году в Бакинской или Елизаветпольской губернии на территории современного Азербайджана. По национальности русский.
В годы Великой Отечественной войны был звеньевым виноградарей в колхозе имени Шаумяна в Кизлярском городском округе. Звено, которым руководил Пачиков, работало на самом сложном участке в колхозе, где в 1943—1944 годах не было урожая. Несмотря на то что некоторые колхозники призывали бросить его, звено продолжало работать. В 1946—1947 годах ему удалось обеспечить на этом участке урожайность 60—70 центнеров с гектара поливных виноградников, а в 1948 году с площади 3 гектара — 161,8 центнера с гектара.
17 сентября 1949 года Указом Президиума Верховного Совета СССР за получение высоких урожаев винограда в 1948 году удостоен звания Героя Социалистического Труда с вручением ордена Ленина и золотой медали «Серп и Молот».
В 1949 году звено Пачикова с того же участка площадью 4,2 гектара получило 225 центнеров винограда с гектара. За это звеньевой 12 июля 1950 года был вновь награждён орденом Ленина.
Дата смерти неизвестна.
Награждён медалями.